# Sylvain Gbohouo
Sylvain Gbohouo (Bonoua, 29 ottobre 1988) è un calciatore ivoriano, portiere dell'Africa Sports.

## Palmarès

### Club

#### Competizioni nazionali
- Campionato ivoriano: 2

Séwé: 2012, 2013
- Campionato della Repubblica Democratica del Congo: 2

TP Mazembe: 2013, 2014
- Supercoppa della Repubblica Democratica del Congo: 2

TP Mazembe: 2013, 2014

#### Competizioni internazionali
- CAF Champions League: 1

TP Mazembe: 2015
- Coppa della Confederazione CAF: 2

TP Mazembe: 2016, 2017

### Nazionale
- Coppa d'Africa: 1

Guinea Equatoriale 2015

### Individuale
- Miglior portiere della Coppa d'Africa: 1

2015